# Altrove (album Ultimo)
| Recensione       | Giudizio |
| ---------------- | -------- |
| Newsic.it        | 6.25/10  |
| Rockol           | 6.5/10   |
| Libera La Musica |          |

Altrove è il sesto album in studio del cantautore italiano Ultimo, pubblicato il 17 maggio 2024.

## Promozione
L'album è stato annunciato a sorpresa il 16 aprile 2024.

## Tracce
Testi e musiche di Niccolò Moriconi, eccetto dove indicato.
1. Altrove – 3:25
2. Lunedì – 3:14
3. Quando saremo vecchi – 3:22
4. Neve al sole – 3:20 (testo: Niccolò Moriconi – musica: Niccolò Moriconi, Matteo Nesi)
5. Quei due innamorati – 3:30
6. Amore di strada – 2:58
7. Occhi lucidi – 3:24
8. Diluvio universale (feat. Mezzosangue) – 2:41 (testo: Niccolò Moriconi, Luca Ferrazzi – musica: Niccolò Moriconi)

Tracce bonus nell'edizione limitata
1. Vorrei rinascere fiore – 2:22
2. Lunedì (unplugged) – 3:50

## Formazione
- Ultimo – voce, produzione (tracce 1, 2 e 4-8)
- Eiling Virginia Labarca Bencomo – viola
- Francesco "Katoo" Catitti – produzione (tracce 1 e 6)
- Daniele Giuili – chitarra
- Dunja Ilic
- Sofia Marzolo
- Matteo Nesi – missaggio e mastering (traccia 3), produzione (tracce 2, 4, 5 e 7)
- Federico Nardelli – produzione (traccia 3)
- Daniele Panizzolo – chitarra (traccia 6)
- Teresa Storer – violino
- Riccardo Zangirolami – pianoforte
- Andrea Suriani – missaggio e mastering (tracce 1-4 e 6-8)

## Classifiche

### Classifiche settimanali
| Classifica (2024) | Posizione massima |
| ----------------- | ----------------- |
| Italia            | 1                 |

### Classifiche di fine anno
| Classifica (2024) | Posizione |
| ----------------- | --------- |
| Italia            | 18        |